# استندون (استافوردشر)
استندون (به انگلیسی: Standon) یک روستا و محله مدنی در بریتانیا است که در Stafford واقع شده‌است. استندون ۸۷۹ نفر جمعیت دارد.